# Enjoy Incubus
 (septembre 2021).
La mise en forme du texte ne suit pas les recommandations de Wikipédia : il faut le « wikifier ».
Les points d'amélioration suivants sont les cas les plus fréquents. Le détail des points à revoir est peut-être précisé sur la page de discussion.
- Les titres sont pré-formatés par le logiciel. Ils ne sont ni en capitales, ni en gras.
- Le texte ne doit pas être écrit en capitales (les noms de famille non plus), ni en gras, ni en italique, ni en « petit »…
- Le gras n'est utilisé que pour surligner le titre de l'article dans l'introduction, une seule fois.
- L'italique est rarement utilisé : mots en langue étrangère, titres d'œuvres, noms de bateaux, etc.
- Les citations ne sont pas en italique mais en corps de texte normal. Elles sont entourées par des guillemets français : « et ».
- Les listes à puces sont à éviter, des paragraphes rédigés étant largement préférés. Les tableaux sont à réserver à la présentation de données structurées (résultats, etc.).
- Les appels de note de bas de page (petits chiffres en exposant, introduits par l'outil «  Source ») sont à placer entre la fin de phrase et le point final[comme ça].
- Les liens internes (vers d'autres articles de Wikipédia) sont à choisir avec parcimonie. Créez des liens vers des articles approfondissant le sujet. Les termes génériques sans rapport avec le sujet sont à éviter, ainsi que les répétitions de liens vers un même terme.
- Les liens externes sont à placer uniquement dans une section « Liens externes », à la fin de l'article. Ces liens sont à choisir avec parcimonie suivant les règles définies. Si un lien sert de source à l'article, son insertion dans le texte est à faire par les notes de bas de page.
- La présentation des références doit suivre les conventions bibliographiques. Il est recommandé d'utiliser les modèles {{Ouvrage}}, {{Chapitre}}, {{Article}}, {{Lien web}} et/ou {{Bibliographie}}. Le mode d'édition visuel peut mettre en forme automatiquement les références.
- Insérer une infobox (cadre d'informations à droite) n'est pas obligatoire pour parachever la mise en page.

Pour une aide détaillée, merci de consulter Aide:Wikification.
Si vous pensez que ces points ont été résolus, vous pouvez retirer ce bandeau et améliorer la mise en forme d'un autre article.
Albums de Incubus
Let Me Tell Ya 'Bout Root Beer
(1995) When Incubus Attacks Volume 1
(2000)
Enjoy Incubus est le premier EP d'Incubus sorti le 7 janvier 1997 sur Epic Records. Il contenait des réenregistrements de chansons qui figuraient sur leurs précédentes versions indépendantes, Let Me Tell Ya 'Bout Root Beer et Fungus Amongus, ainsi que la chanson inédite "Version" et une piste cachée sans titre à la fin de "Hilikus". C'était la première apparition sur une sortie de DJ Lyfe, qui a ajouté des scratchs de platine aux chansons de Fungus Amongus, et a également fourni des échantillons de saxophone. Cette version a également été remarquée pour son introduction de « Chuck », le mystérieux homme moustachu qui est devenu une icône pour les premiers travaux d'Incubus.
C'est la seule version d'Incubus à comporter un label Parental Advisory.

## Liste des pistes
1. "You Will Be a Hot Dancer" – 4:17
2. "Shaft!" – 3:25
3. "Take Me to Your Leader" – 4:43
4. "Version" – 4:17
5. "Azwethinkweiz" – 3:48
6. "Hilikus" – 18:05
  - Une piste cachée sans titre (souvent appelée « Bonus caché ») joue après dix minutes et deux secondes de silence

- Exactement à 3:40 dans "Azwethinkweiz", un message caché de Boyd disant quelque chose à l'envers peut être entendu: "Jeudi soir, nous avons fumé de l'indica, et 'azwethinkweizm' est né." (voir backmasking).

## Personnel
- Brandon of the Jungle - chant, percussions
- Dynamike - guitares
- Kid Lyfe - scratchs
- Dirk Lance - basse
- Jose Antonio Pasillas II - batterie